# Хаген
Хаген (на немски: Hagen) е град във федерална провинция Северен Рейн-Вестфалия, Германия. Намира се в източния край на градската агломерация Рур, на 15 километра южно от Дортмунд. Разположен е на 106 метра надморска височина.
Площта на Хаген е 160,35 км², населението към 31 декември 2010 г. – 188 529 жители, а гъстотата на населението – 1176 д/км².

## Побратимени градове
- Смоленск (Русия)